# Такаґі Міхо
Такаґі Міхо (яп. 高木 美帆) — японська ковзанярка, олімпійська чемпіонка та медалістка, чемпіонка та медалістка чемпіонатів світу.
Срібну олімпійську медаль Такаґі виборола на Пхьончханській олімпіаді 2018 року на дистанції 1500 метрів. На дистанції 1000 метрів вона фінішувала третьою й отримала бронзову медаль. Звання олімпійської чемпіонки Такаґі здобула в складі збірної Японії в командній гонці переслідування на 3000 метрів.